# Miletus sebethus
Miletus sebethus är en fjärilsart som beskrevs av Hans Fruhstorfer 1915. Miletus sebethus ingår i släktet Miletus och familjen juvelvingar. Inga underarter finns listade i Catalogue of Life.